# Emirado Idríssida de Assir
O Emirado Idríssida de Assir (em árabe: الإمارة الإدريسية) foi um estado localizado na Península Arábica. O Emirado ficava na região geográfica de Assir e Jizã, no que hoje é o sudoeste da Arábia Saudita, e se estendia até Hodeida, a noroeste do Iêmen.

## História
No início do século XX, a região de Assir estava um caos. De jure, a região era governada como Sanjaco de Assir, que fazia parte do Vilaiete do Iêmen, embora os otomanos só tivessem controle de fato sobre as cidades portuárias, enquanto o interior era governado por vários chefes tribais. Mesmo nas áreas de controle otomano, o sentimento antiturco estava crescendo, dando início a conflitos étnicos e sectários entre os senhores turcos e os habitantes locais. Devido a essas circunstâncias, Sayyid Muhammad ibn Ali al-Idrisi começou a espalhar os ensinamentos de seu bisavô, além de pedir que os habitantes locais mantivessem uma adesão mais rigorosa ao islamismo. Em 24 de dezembro de 1908, Muhammad proclamou-se Imame, após o que muitas tribos na região de Assir o reconheceram como seu líder espiritual. 
Durante o outono de 1909, Maomé iniciou seus primeiros esforços para subverter o poder otomano na região. Depois disso, as tropas idrísidas tomaram Az Zaydiyah e Al Luḩayyah, juntamente com várias tribos do Alto Asir, alinhando-se com Al-Idrisi, o que levou à decisão dos otomanos de fazerem as pazes com os idrísidas. No tratado de al-Hafa'ir (ratificado em janeiro de 1910), Al-Idrisi ganhou a posição de Kaymakam de Assir, o que de fato o tornou um governante semi-independente da região sob a suserania otomana. 
Em outubro de 1910, um debate no tribunal sobre a lei da xaria reacendeu a rebelião de Al-Idrisi com força renovada. O conflito renovado viu confrontos militares em Abha, Al Luḩayyah, Midi e outros locais. A Guerra Ítalo-Turca levou a Itália a ajudar Asir por meio de bombardeios navais, armas e munições, unindo os dois estados contra um inimigo comum.  A eclosão da Primeira Guerra Mundial levou os otomanos a procurar uma trégua, que entrou em vigor em 3 de agosto de 1914. 
Em 1915, com a Primeira Guerra Mundial em pleno andamento, Al Idrisi estabeleceu contatos com os britânicos por meio de sua administração em Áden. Com as novas conexões, os Idríssidas ocuparam as Ilhas Farasan e, mais tarde, partes do norte de Tiama e Al Luḩayyah. À medida que a Revolta Árabe se espalhava pela Arábia, Maomé se proclamou Emir de um Emirado independente de Asir em 3 de agosto de 1917. Os britânicos logo reconheceram sua atitude, com a intenção de usá-lo para ajudar na luta contra o Iêmen. 

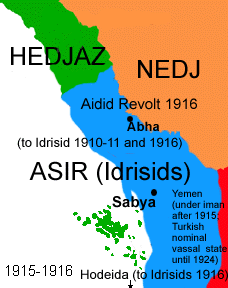
Mapa de Asir de 1915-1916

As ameaças à independência de Assir logo aumentariam, pois Hussein bin Ali, do Hejaz, e Yahya, do Iêmen, estariam de olho no território controlado pelo Emirado. Devido a essas circunstâncias, Al-Idrisi garantiu uma aliança com Ibn Saud de Négede para que este último atuasse como um baluarte contra o Hejaz e o Iêmen. No entanto, apesar do acordo mencionado, Al-Idrisi também usaria o apoio do Hejaz para ocupar partes da Tihamah iemenita entre 1919 e 1921, estendendo assim o território do Emirado de Abha, no Norte, até Al Hudaydah, no Sul. 
Após a morte de Muhammad ibn Ali Al-Idrisi no baixo Asir, uma rivalidade eclodiu entre seu filho, Sayyid Ali ibn Muhammad al-idrisi al-Hasani e seu irmão, Sayyid al-Hasan ibn Ali al-Idrisi al-Hasani. O título de Emir acabou sendo passado para o primeiro, mas ele mal conseguia exercer seu poder devido à sua pouca idade e à falta de autoridade de seu pai. No início de 1926, o emir Ali foi deposto por seu tio Al-Hassan, que se via como mais adequado ao trono. 
Quando o novo emir chegou ao poder, os governantes de Hejaz e do Iêmen reivindicaram as possessões idrísidas. Em abril de 1925, o Imame Yahya assumiu o controle de Al Hudaydah e ocupou outras partes do Emirado Idríssida. Devido ao medo de seu reino ser anexado, especialmente pelo Iêmen, o Emir assinou um acordo com Ibn Saud sobre um tratado de protetorado em 21 de outubro de 1926 – no qual a política externa seria administrada pelos sauditas enquanto o Emir mantinha seu poder sobre os assuntos internos. Naquela época, o Emirado estava perdendo seus territórios do sul para o Iêmen. 
No entanto, o Emir Al-Hasan buscou a restauração de sua autoridade anteriormente independente com a limitação do tratado de protetorado. Isso o levou a contatar o Imã do Iêmen, insatisfeito com a soberania saudita. O rei ibn Saud respondeu realizando a anexação total do Emirado em 1934 (de acordo com o Tratado de Taif) e, em seguida, o rei proclamou a unificação total da Arábia Saudita. 

## Monarcas

### Emir de Assir
- Sayyid Muhammad ibn Ali al-Idrisi (1909–1923)[8]
- Sayyid Ali ibn Muhammad al-Idrisi al-Hasani (1923–1926)[8]
- Sayyid al-Hasan ibn Ali al-Idrisi al-Hasani (1926–1930) [8]